# Melanie Bonajo
Melanie Bonajo (Heerlen, 13 november 1978) is een Nederlandse kunstenaar die werkt met kunstvormen als film, fotografie, performance, installaties en muziek. Bonajo's werk behandelt thema's als het uitdiepen van intimiteit en sociale isolatie in een steeds sterielere technologische wereld.
Bonajo's uiteenlopende projecten overlappen elkaar in hun streven om vrouwen vanuit een uitgesproken blik te presenteren. Het meest vrouwelijke beeld in de moderne tijd lijkt te bestaan uit een verzadiging om mannen tevreden te stellen, te behagen en om producten aan te verkopen. Bonajo toont de vrouw als kunstwerk zonder bijbedoelingen. Huilend, plassend, naakt en lelijk, ofwel zoals vrouwen ook weleens zijn.
Bonajo's experimentele documentaires verkennen vaak gemeenschappen die aan de zelfkant van de samenleving leven of werken, hetzij door illegale middelen, hetzij door culturele uitsluiting. Bonajo's werk is internationaal tentoongesteld en vertoond in onder meer Tate Modern Londen, MoMA PS1 New York, De Appel Amsterdam, Stedelijk Museum Amsterdam, The Ujazdowski Castle Centre for Contemporary Art in Warschau, Kunsthalle Basel, het International Film Festival Rotterdam (IFFR) het International Documentary Film Festival Amsterdam, het Internationaal filmfestival van Berlijn en Treefort Film Fest in Boise. In 2022 vertegenwoordigt bonajo Nederland tijdens de Biënnale van Venetië met de video-installatie When the body says Yes.

## Loopbaan
Bonajo studeerde van 1998 tot 2002 aan de Gerrit Rietveld Academie in Amsterdam. In 2009 en 2010 had Bonajo een "residency-plaats" aan de Rijksakademie van Beeldende Kunsten in Amsterdam.
Naast het vele werk houdt Bonajo ook solotentoonstellingen en neemt eveneens deel aan groepstentoonstellingen, waaronder "Female Power" in het Museum voor Moderne Kunst in Arnhem in 2013, ofwel het "FemArtMuseum".
Door de jaren heen heeft Bonajo meerdere nationale en internationale prijzen ontvangen.

## Film/Video
- 2013 Matrix Botanica - Biosphere Above Nations - Een gefilmde performance van Land art bij De Groene Kathedraal op uitnodiging van Land Art Live in Flevoland. “Een ode aan de natuur: een concert voor bomen en dieren”.[7]
- 2013 Pee on Presidents - Opeenvolging van honderden foto’s van plassende meisjes. Kwetsbare momenten van vrouwen die in het openbaar moeten zoeken naar een beschutte plek om te urineren.[8][9]
- 2014 t/m 2016 Filmtrilogie Night Soil is een serie van experimentele documentaires over een moderne benaderingen van de natuur en de culturele implicaties van handelen tegen het kapitalisme.[10][11]
  - 2014 In het eerste deel Fake Paradise gaat over de medicinale kracht en psychedelische uitwerking van planten naar de mensen toe.[12]
  - 2015 Het tweede deel Economy of Love portretteert vrouwelijke sekswerkers die hun werk zien als een mogelijkheid om de macht over de mannenwereld te heroveren.[13]
  - 2016 Deel drie Nocturnal Gardening draait om de rol van intensieve landbouw in een wereld van slinkende natuurlijke hulpbronnen en ontkoppeling met de natuur.[14]
- 2016 - 2018 Bonajo start hun filmcluster waarin technologische ontwikkelingen worden behandeld.
  - 2016 Progress vs Regress is de eerste in de reeks met als thema technologische evolutie door de ogen van ouderen. Deze film werd dat jaar ook geselecteerd voor het International Documentary Film Festival Amsterdam (IDFA).[15]
  - 2018 In de tweede film Progress vs Sunsets zijn kinderen aan het woord over ecologie en hoe technologie in de dierenwereld doordringt.[16]
- 2019 TouchMETell is een film in opdracht van Cinekid. In dit onderzoek worden kinderen van 6 tot 8 jaar gevraagd naar hun eigen- en het lichaam van anderen. Hierbij laat zij zowel de kinderen zelf – maar ook volwassenen – nadenken en praten over intimiteit, hun grenzen en lichaamsbewustzijn.[17]

## Fotografie
- 2005 Thank You For Hurting Me I Really Needed That - Onverbloemde zelfportretten op momenten dat Bonajo zich verdrietig of gekwetst voelde[18]
- 2009 Furniture Bondage - Relatie tussen mensen en hun huiselijke outillage.[19]
- 2013 Pee on Presidents - Plassende vrouwen. Een fotoserie die verwerkt werd in een videofilm.[9]

## Muziek
Samen met Joseph Marzolla heeft bonajo de band ZaZaZoZo. Een muziekstijl met elementen als folk en futurepop. In 2013 brachten ze hun album Inua uit. De muziek gebruikt Bonajo ook in projecten.

## Onderscheidingen en nominaties
- 2007 PUP Award - Melanie Bonajo & Kinga Kielczynska voor hun samenwerkingsproject in wording Modern life of the Soul.[21]
- 2013 MK Award - Melanie Bonajo wint MK Award.[22]
- 2016 Genomineerd voor de Tiger Award for Short Film bij IFFR met Night Soil - Economy of Love.[23]
- 2017 Prix de Rome Beeldende Kunst - Genomineerd.[24]
- 2018 Amsterdamprijs voor de Kunst - Genomineerd.[25]